# Динамо-Енергія (хокейний клуб)
Хокейний клуб «Динамо-Енергія» (Єкатеринбург) — хокейний клуб з м. Єкатеринбург, Росія. Заснований у 1950 році, розформований у 2007.

## Історія
Клуб заснований у 1950 році, як «Спартак» Свердловськ. У 1966 році змінив назву на «Автомобіліст». Виступав у чемпіонаті СРСР: 1955-62, 1967-70, 1972-73, 1977-80, 1984-85, 1987-91, чемпіонаті СНД та чемпіонатах МХЛ 1992-96. Перед сезоном 1996/97 знову повернуто назву «Спартак» Єкатеринбург, а потім перейменовано в «Динамо-Енергія». Виступав у чемпіонаті Росії до 30 червня 2007 року.
Колишні назви
- 1950-1967 «Спартак» Свердловськ
- 1967-1992 «Автомобіліст» Свердловськ
- 1992-1997 «Автомобіліст» Єкатеринбург
- 1997-1998 «Спартак» Єкатеринбург
- 1998-2007 «Динамо-Енергія» Єкатеринбург

## Досягнення
Найвище досягнення у чемпіонаті СРСР — 5-е місце в 1969 році.
Переможець першості в першій лізі: 1967, 1972, 1977, 1984.

## Відомі гравці
| - Ігор Лук'янов - Віктор Пучков - Віктор Кузнецов - Сергій Шепелєв - Олександр Асташов - Микола Нариманов - Віктор Кутергін - Михайло Малько - Олег Старков - Леонід Трухно - Ілля Бякін - Аркадій Рудаков | - Андрій Мартем'янов - Сергій Осипов - Альберт Ширгазієв - Микола Хабібулін - Олексій Яшин - Володимир Малахов - Павло Велижанін - Володимир Єрьомін - Сергій Немолодишев - Дмитро Попов - Дмитро Пирожков - Павло Дацюк |